# Hút mật núi Apo
Hút mật núi Apo (danh pháp khoa học: Aethopyga boltoni) là một loài chim thuộc Họ Hút mật. Chúng là loài bản địa Mindanao ở Philippines. Loài này chưa bị đe dọa mất môi trường sống và phổ biến trong phạm vi phân bố nhưng được liệt kê vào nhóm gần bị đe dọa do phạm vi phân bố hẹp.